# 朱鼐𨥋
樂昌王朱鼐𨥋（1561年—17世纪），乳名齡兒，明朝樂昌端憲王朱廷壖庶长子，母王氏。明太祖九世孙。明朝第四代乐昌王。

## 生平
朱鼐𨥋为朱廷壖与王氏擅婚所生，因此，时任山西巡按御史孫代向朝廷上奏按照《宗藩條例》将他編入其母亲家族王氏戶內，但明神宗指出宗室擅自结婚所生子女原本不得获封爵位、不得赐名，但跟随母姓却是不合情理的，因此要求将其改回朱姓，并赐名鼐𨥋。由于朱廷壖长期没有其他子嗣，故禮部请求神宗等到朱廷壖身故后再行定夺，以决定他以何等爵位奉祀乐昌王府香火，获准。
生父朱廷壖年老多病，不能主持府事，礼部便提出给予朱鼐𨥋冠帶侍養，并准许其成婚，获准，朱鼐𨥋便与吳氏成婚；但朝廷仍然不给予朱鼐𨥋郡王長子的称号，也不准許他代替父亲朱廷壖行使禮儀。万历四十三年（1615年），朱廷壖逝世，明朝廷最终准许朱鼐𨥋主持乐昌王府事，又允许他袭封父爵。万历四十六年（1618年），神宗派遣太常寺少卿徐紹吉、行人魏大中前往山西，册封朱鼐𨥋为乐昌王，其夫人吳氏为王妃。他襲封以後其他的經歷待考。